# Süßwarentechnologe

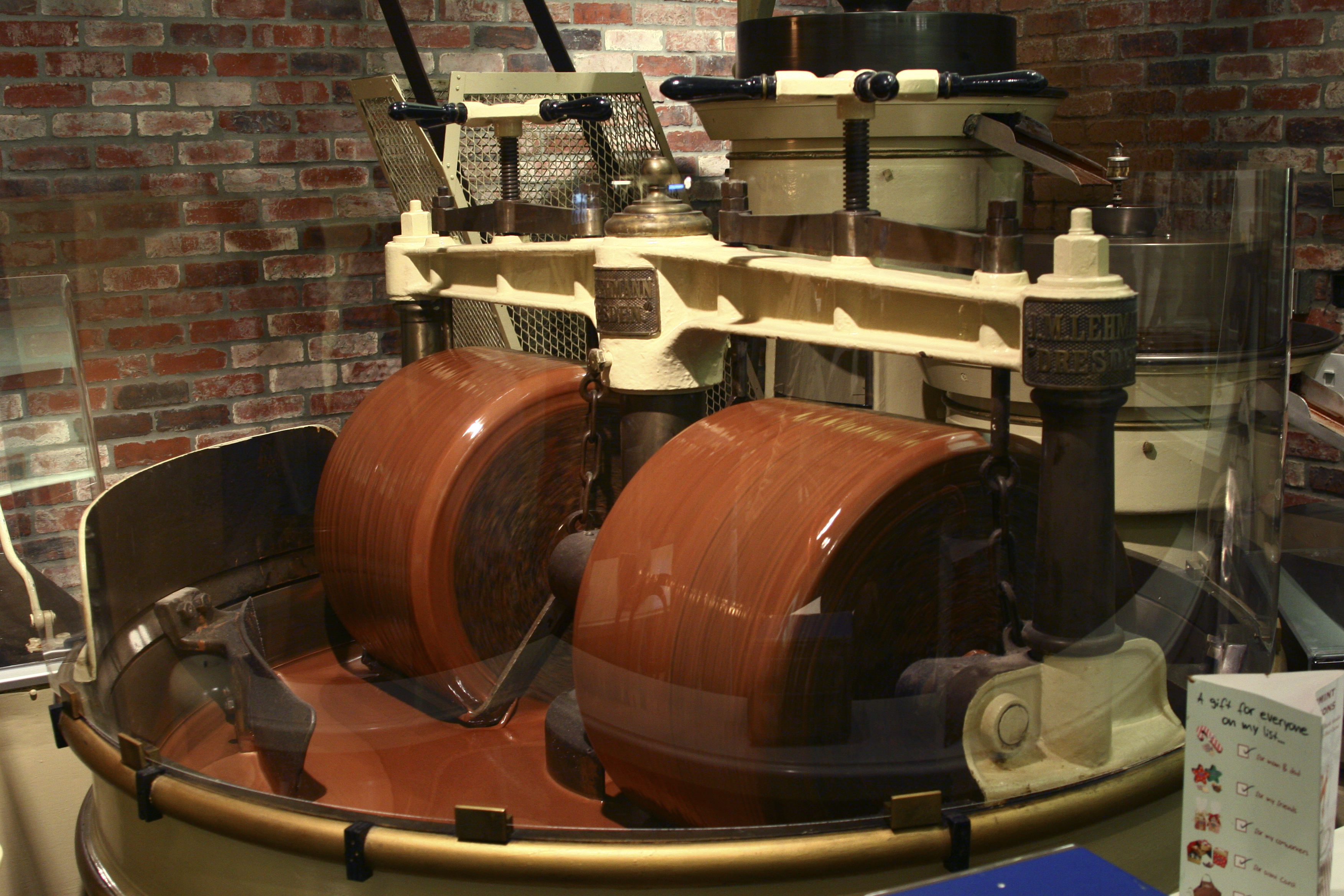
Schokoladeherstellung

Der Süßwarentechnologe und die Süßwarentechnologin ist seit 1. August 2014 ein Ausbildungsberuf nach dem Berufsbildungsgesetz. Er löste die Fachkraft für Süßwarentechnik ab.

## Ausbildungsdauer und Struktur
Die Ausbildungsdauer zum Süßwarentechnologen beträgt drei Jahre. Die Ausbildung erfolgt an den Lernorten Betrieb und Berufsschule. Die Ausbildungsordnung sieht vor, auf die bisherigen Fachrichtungen zu verzichten. Stattdessen sind Einsatzfelder vorgesehen. Die Industriebetriebe können die Ausbildung in den Bereichen Schokoladewaren, Bonbons, Zuckerwaren, Feine Backwaren, Knabberartikel und Speiseeis vertiefen. Darüber hinaus arbeiten Süßwarentechnologen in Betrieben der industriellen Produktion von Lebensmitteln. Die Arbeitsorte im Betrieb sind in erster Linie Produktionshallen sowie Lager- und Kühlräume, ggf. auch Laborräume.
In Abgrenzung zur Vertiefung Speiseeis gibt es seit dem 1. August 2014 neu für die handwerkliche Speiseeisherstellung den staatlich anerkannten Ausbildungsberuf der Fachkraft für Speiseeis.

## Gründe für die Neuordnung
Die grundlegenden Ausbildungsvorschriften des Vorgängerberufs stammen aus dem Jahr 1980. Neue Entwicklungen, wie die steigende Bedeutung der Lebensmittelsicherheit sowie der Qualitätssicherung waren in den bestehenden Inhalten nicht mehr hinreichend abgebildet. Die bisherigen Fachrichtungen führten zu einer Ausdifferenzierung der Ausbildungsinhalte – formal erst im dritten Ausbildungsjahr, in der betrieblichen Praxis jedoch wurde der Auszubildende bereits vom ersten Tag an mit denjenigen Süßwaren konfrontiert, die in seinem Ausbildungsbetrieb hergestellt wurden. Nun erfolgt eine breite einheitliche Qualifizierung. Bei der Gelegenheit wurden auch die Prüfungsanforderungen neu definiert. Sie sind nun prozessorientiert; eine gestreckte Abschlussprüfung ist vorgesehen.

## Ausbildungsvergütung
Die Höhe der Ausbildungsvergütung richtet sich in der Regel nach tarifvertraglichen Regelungen. Die Bundesagentur für Arbeit kannte 2015 diese Spannen für die folgenden Ausbildungsvergütungen:
- 1. Ausbildungsjahr: 403 bis 739 Euro
- 2. Ausbildungsjahr: 484 bis 829 Euro
- 3. Ausbildungsjahr: 555 bis 944 Euro.[2]

## Berufsschule

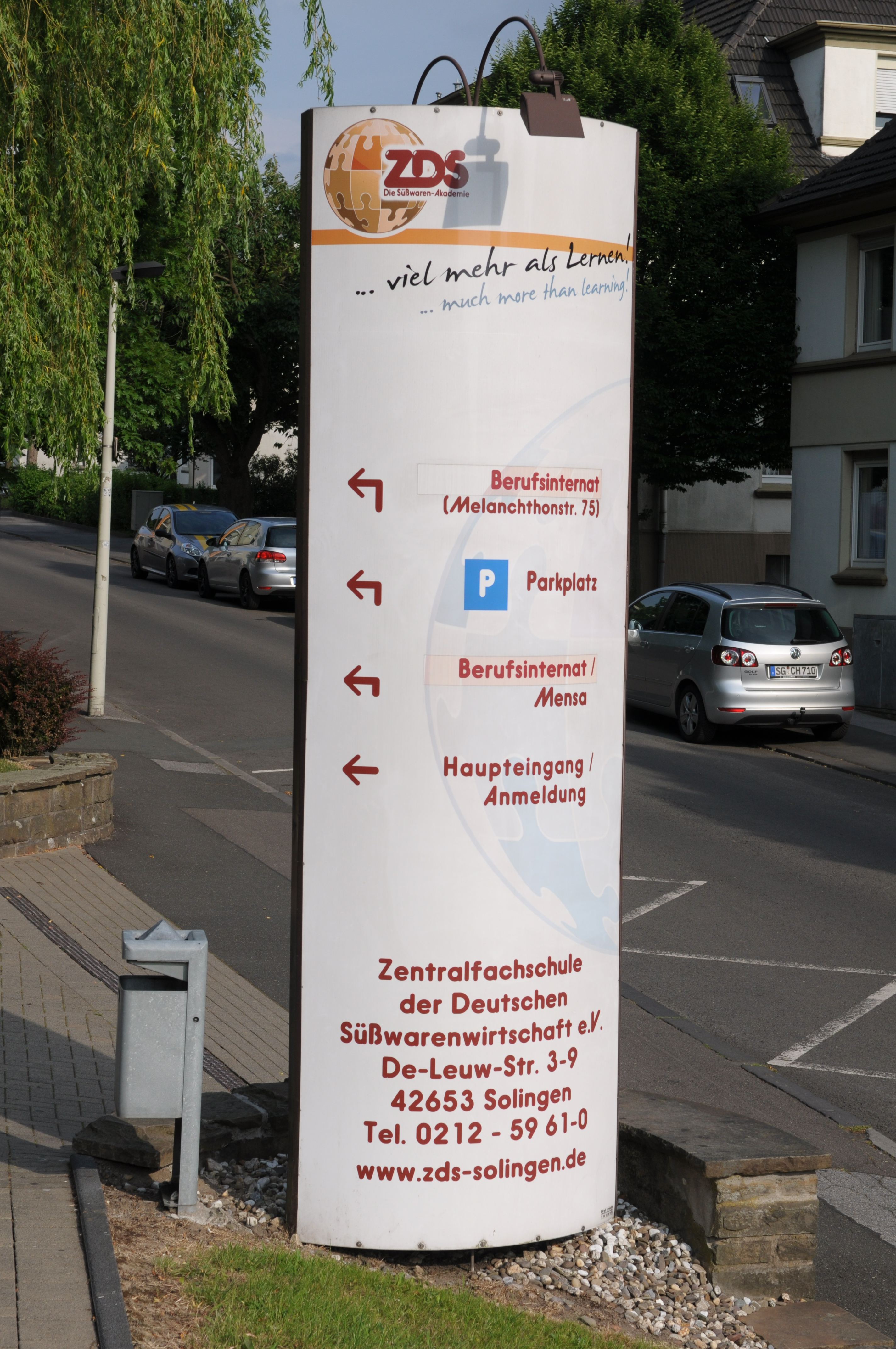
ZDS-Wegweiser an der De-Leuw-Straße in Solingen-Gräfrath

Für diesen Ausbildungsberuf existiert eine einzige Berufsschule in Deutschland, die Zentralfachschule der Deutschen Süßwarenwirtschaft (ZDS) in Solingen, Nordrhein-Westfalen. In den drei Jahren der Ausbildung sind je zwölf Wochen Unterricht vorgesehen. Die zwölf Wochen sind in drei Ausbildungsblöcke à vier Wochen unterteilt. In diesen Unterrichtsblöcken haben die Auszubildenden ganztägig Unterricht und Praktika. Sie wohnen während ihres Aufenthaltes in Solingen im Internat der Fachschule.